# Fortescue
Fortescue és una població dels Estats Units a l'estat de Missouri. Segons el cens del 2000 tenia 51 habitants.

## Demografia
Segons el cens del 2000, Fortescue tenia 51 habitants, 18 habitatges, i 10 famílies. La densitat de població era de 246,1 habitants per km².
Dels 18 habitatges en un 61,1% hi vivien nens de menys de 18 anys, en un 44,4% hi vivien parelles casades, en un 0% dones solteres, i en un 38,9% no eren unitats familiars. En el 38,9% dels habitatges hi vivien persones soles l'11,1% de les quals corresponia a persones de 65 anys o més que vivien soles. El nombre mitjà de persones vivint en cada habitatge era de 2,83 i el nombre mitjà de persones que vivien en cada família era de 3,82.
Per edats la població es repartia de la següent manera: un 41,2% tenia menys de 18 anys, un 7,8% entre 18 i 24, un 35,3% entre 25 i 44, un 11,8% de 45 a 60 i un 3,9% 65 anys o més.
L'edat mediana era de 26 anys. Per cada 100 dones de 18 o més anys hi havia 172,7 homes.
La renda mediana per habitatge era de 26.250 $ i la renda mediana per família de 28.125 $. Els homes tenien una renda mediana de 33.125 $ mentre que les dones 11.250 $. La renda per capita de la població era de 5.695 $. Entorn del 38,5% de les famílies i el 29,5% de la població estaven per davall del llindar de pobresa.

## Poblacions més properes
El següent diagrama mostra les poblacions més properes.